# Стоян Миленков
Стоян Миленков е един от най-известните български куплетисти и трубадури през 20-те, 30-те и 40-те години на ХХ век, първомайстор на политическата сатира с китара.

## Биография
Роден е в Брезник. Учи театрално изкуство в Париж (Франция) при актьора Пол Муне. Играе в различни театри във Франция и България. Либретист е на първата българска оперета за възрастни – „Моралисти“ (1916 г.), композирана от маестро Георги Атанасов. В началото на 20-те години на XX век е стажант-режисьор в парижките театри „Комеди монден“ и „Одеон“, където усвоява много от чертите на парижкото политическо кабаре, от изпълненията на Аристид Брюан и Морис Шевалие.
В България Стоян Миленков става „трубадура на София, всепризнат първомайстор на политическата сатира с китара“ в периода между двете световни войни. Сам пише песните си, интонационният им модел е авторски, но в тях се открива духът на шопския музикален фолклор. Някои от тях се превръщат в модел за създаване на други хумористични и сатирични песни от други автори, както отбелязва Николай Кауфман, и за обучение по свирене на китара. Влага особено остър социален смисъл в онова, което на пръв поглед изглежда невинно, а всъщност представлява бич срещу неправдата и порочността.
През 1934 г. излиза негов юбилеен сборник, оформен от художника Пенчо Георгиев, с встъпление от Стилиян Чилингиров. Съдържа и факсимилни послания от скулптора Андрей Николов, поета Теодор Траянов и писателя Змей Горянин, портрети с благопожелания от Александър Божинов, Илия Бешков, Райко Алексиев и Александър Добринов. По мнението на големите български творци, ако се е бил родил в Париж, славата на Стоян Миленков е щяла да бъде гарантирана, а за България е радост да има сатиричните му куплети.
След Деветосептемврийския преврат през 1944 г. и установяването на комунистическия режим няма никакви възможности за политическа сатира и Стоян Миленков замлъква завинаги. Към края на живота му, според някои сведения, му разрешавали да изпее по някое безвредно куплетче от сцената на Софийския цирк. Умира в мизерия през 1953 г.